# Pascale Van Damme
Pascale Van Damme (Gent, 1968) is een Belgische zakenvrouw. Na een carrière van meer dan dertig jaar, sinds 2004 bij Dell Technologies, nam ze bijkomend in 2023 het haar aangeboden mandaat op als voorzitter van de Koninklijke Belgische Voetbalbond, in een eerste termijn ad interim tot de volgende voorzittersverkiezingen in juni 2024. Ze volgt hiermee Paul Van den Bulck die de functie van 2022 tot 2023 opnam en evenals haar in eerste instantie als onafhankelijk bestuurder benoemd was in de raad van bestuur van de organisatie.
Van Damme studeerde rechten en fiscaliteit aan de Universiteit Gent. 
Van Damme was in haar professionele carrière actief bij TNT Express, vanaf 1995 bij Belgacom (het huidige Proximus), vervolgens werd ze Director of Corporate Sales bij Base. In 2004 maakte ze de overstap naar Dell Technologies waar ze eerst de leiding opnam binnen het government and public sector marktsegment. In 2012 werd ze aangesteld als managing director van Dell Belux, later Dell EMC Belux. Ze werd tevens Vice President binnen Dell, en nam meerdere functies op binnen Dell EMEA waaronder sales transformation lead, head of EMEA Nato & Nato Alliances en sinds 2019 Vice President EMEA Dell EMC VMware. Binnen Agoria is ze naast bestuurslid actief als voorzitter van het Agoria Digital Industries Committee. Van Damme is tevens bestuurslid van de Amerikaans-Belgische kamer van koophandel BelCham. Sinds 2022 is ze tevens onafhankelijk bestuurder bij de Elia Group. 
In 2014 werd ze door de lezers van Data News verkozen tot ICT Woman of the Year 2014.  In 2017 ontving ze tevens de European Digital Woman Ada Award of the Year van het Digital Leadership Institute als een vooraanstaande vrouwelijke leider in de ICT-sector. Van Damme werd in 2018 ook laureaat van de wo.men@work award van JUMP die een CEO in de kijker zet die binnen haar bedrijf of organisatie ijvert voor gender equality in de werkomgeving.